# Sclerophrys camerunensis
Sclerophrys camerunensis es una especie de anfibios anuros de la familia Bufonidae.

## Distribución geográfica y hábitat
Habita en Camerún, República Centroafricana, República Democrática del Congo, Fernando Poo (Guinea Ecuatorial), sur de Gabón y sur de Nigeria; posiblemente en Río Muni y República del Congo y posiblemente en sudoeste de Tanzania.
Su hábitat natural incluye bosques tropicales o subtropicales secos y a baja altitud, marismas de agua dulce y zonas previamente boscosas ahora muy degradadas.
Está amenazada de extinción por la pérdida de su hábitat natural.